# Kerstin Naumann
Kerstin Naumann (Dresde, RDA, 17 de septiembre de 1981) es una deportista alemana que compitió en remo.
Ganó dos medallas de plata en el Campeonato Mundial de Remo, en los años 2005 y 2007, y una medalla de plata en el Campeonato Europeo de Remo de 2007.

## Palmarés internacional
| Campeonato Mundial | Campeonato Mundial | Campeonato Mundial | Campeonato Mundial |
| Año                | Lugar              | Medalla            | Prueba             |
| ------------------ | ------------------ | ------------------ | ------------------ |
| 2005               | Kaizu (Japón)      | Medalla de plata   | Cuatro sin timonel |
| 2007               | Múnich (Alemania)  | Medalla de plata   | Cuatro sin timonel |
| Campeonato Europeo |                    |                    |                    |
| Año                | Lugar              | Medalla            | Prueba             |
| 2007               | Poznań (Polonia)   | Medalla de plata   | Ocho con timonel   |